# Igreja de São Francisco (Salvador)

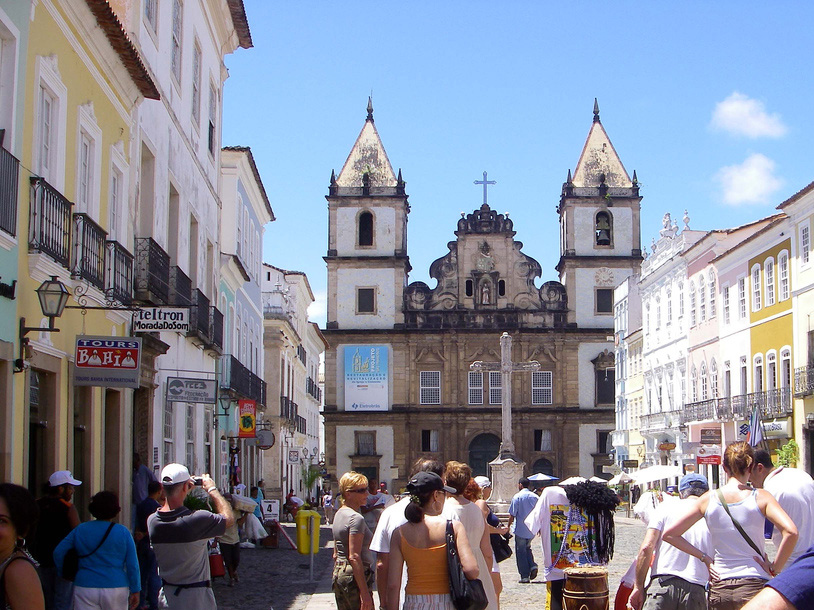
Igreja de São Francisco (2007)

De Igreja de São Francisco is een kerk met een bijbehorend klooster in de oude bovenstad van de Braziliaanse stad Salvador.
De bouw van het klooster startte in 1686. Het werd gebouwd op de plek van een eerder klooster dat door de Nederlanders was vernietigd tijdens een aanval op de stad. De bouw van de kerk duurde van 1708 tot 1723. De decoratie van de binnenkant duurde nog langer en werd pas in 1755 afgerond.
De binnenkant is versierd met bladgoud en azulejos waarop het leven van Franciscus van Assisi is uitgebeeld. Ook is een groot aantal uit hout gesneden engelen te vinden. Deze werden door slaven gemaakt en uit wraak hebben ze een aantal van deze engelen een zwanger buikje gegeven.
- Gemeinsame Normdatei: 7539292-6
- Library of Congress Control Number: n2010201221
- Nationale Bibliotheek van Tsjechië: kn20121009007
- Virtual International Authority File: 124582911